# (29197) Gleim
(29197) Gleim ist ein Asteroid des Hauptgürtels, der am 15. Januar 1991 vom deutschen Astronomen Freimut Börngen an der Thüringer Landessternwarte Tautenburg (IAU-Code 033) in Thüringen entdeckt wurde.
Benannt wurde der Asteroid nach dem deutschen Dichter der Aufklärungszeit Johann Wilhelm Ludwig Gleim (1719–1803), der den Halberstädter Dichterkreis, einen Bund junger Literaten, gründete und als „Vater Gleim“ bis ins hohe Alter weithin geachtet war.